# Le Vœu d'une morte
Le Vœu d'une morte est un roman de jeunesse d'Émile Zola paru initialement en feuilleton dans le journal L'Évènement en 1866. 

## Publication
Le roman paraît d'abord dans L'Évènement du 11 au 26 septembre 1866, puis en volume chez Achille Faure. Pour l'édition de 1889 chez Charpentier, Zola réécrit une grande partie de son texte, et le fait précéder d'un avertissement : « Je me décide à le rendre au public, non pour son mérite, certes, mais pour la comparaison intéressante que les curieux de littérature pourront être tentés de faire un jour, entre ces premières pages et celles que j'ai écrites plus tard ».

## Résumé
Blanche de Rionne, jeune aristocrate mal mariée, se charge de l’éducation de Daniel, garçonnet miraculeusement échappé à un incendie. Sur son lit de mort elle lui confie la garde morale de sa fille, Jeanne, âgée de six ans. Lorsqu'à 18 ans celle-ci sort du couvent, Daniel joue le « rôle muet de précepteur », la suit partout, vêtu de noir. Mais il ne peut empêcher qu’elle fasse un mauvais mariage, et qu'ensuite elle tombe amoureuse de son meilleur ami, Georges, auquel à son tour, sur le point de mourir, il la confie.
Zola joue le jeu du roman populaire : manichéisme des personnages, rebondissement de l'action, pathétique, bons sentiments, mépris de la vraisemblance. Il s'agit d'émouvoir les mansardes et les chaumières. Par rapport à La Confession de Claude, le recul est sensible. C'est de la littérature alimentaire. Cependant, l'arrière plan décrit une vision sociale féroce qui sera développée dans La Curée.

## Réception
Le feuilleton ne recueille pas l'adhésion du public, et Villemessant, le directeur du journal, demande à Zola d'interrompre la publication. Le volume comprenant le texte complet n'attire pas non plus l'attention de la critique au moment de sa parution. Il est aujourd'hui tombé dans un oubli assez mérité.

## Éditions
- Première édition : 1866, suivi de quatre nouvelles regroupées sous le titre d'Esquisses parisiennes
- Première édition Charpentier : 1889
- Émile Zola, Œuvres complètes, t. I, Cercle du livre précieux, 1966
- Éditions Ararauna, 2022  (ISBN 978-2-37884-713-5)

### Ouvrages
- Colette Becker, Gina Gourdin-Servenière et Véronique Lavielle, Dictionnaire d'Émile Zola, Robert Laffont, coll. « Bouquins », 1993 (ISBN 2-221-07612-5)
- Colette Becker, Les Apprentissages de Zola, Presses universitaires de France, 1993 (ISBN 2-13-045055-5, lire en ligne ), p. 282-298
- Alain Pagès et Owen Morgan, Guide Émile Zola, Ellipses, 2002 (ISBN 2-7298-0885-X)